# Чу, Джон
Джон Чу (англ. Jon M. Chu, род. 2 ноября 1979, Пало-Алто, Калифорния) — американский кинорежиссёр, сценарист, продюсер и оператор.

## Биография
Джон Чу родился в Пало-Алто, Калифорния. Его отец, Лоренс Чу, является известным шеф-поваром и вместе с его матерью владеет рестораном «Chef Chu’s» в Лос-Альто, Калифорния.
После создания студенческой короткометражки «When the Kids Are Away» Чу попал в «William Morris Agency» и принял участие в нескольких проектах. В дальнейшем был нанят Sony Pictures снимать художественный фильм «Bye Bye Birdie», но из-за проблем с бюджетом съёмки так и не были начаты.
Снял несколько фильмов о танцах и танцорах, в том числе два документальных фильма о Джастине Бибере. В 2010—2011 годах снимал и продюсировал сериал «Легион экстраординарных танцоров».

## Фильмография

### Полнометражные фильмы
| Год  | Название                     | Режиссёр | Продюсер | Ист.  |
| ---- | ---------------------------- | -------- | -------- | ----- |
| 2008 | Шаг вперёд 2: Улицы          | Да       | Нет      |       |
| 2010 | Шаг вперёд 3D                | Да       | Нет      |       |
| 2013 | G.I. Joe: Бросок кобры 2     | Да       | Нет      |       |
| 2015 | Джем и голограммы            | Да       | Да       |       |
| 2016 | Иллюзия обмана 2             | Да       | Нет      |       |
| 2018 | Безумно богатые азиаты       | Да       | Нет      |       |
| 2021 | На высоте мечты              | Да       | Нет      |       |
| 2024 | Злая: Сказка о ведьме Запада | Да       | Нет      |       |
| 2025 | Злая: Навсегда               | Да       | Нет      |       |
| 2028 | Oh, the Places You’ll Go!    | Да       | Нет      | [ 2 ] |
| TBA  | Split Fiction                | Да       | Нет      | [ 3 ] |

### Короткометражные фильмы
| Год  | Название                      | Режиссёр | Продюсер | Сценарист | Оператор |
| ---- | ----------------------------- | -------- | -------- | --------- | -------- |
| 2001 | Silent Beats                  | Да       | Да       | Да        | Нет      |
| 2002 | When the Kids Are Away        | Да       | Да       | Да        | Нет      |
| 2002 | Gwai Lo: The Little Foreigner | Да       | Нет      | Нет       | Нет      |
| 2002 | Killing Babies                | Нет      | Нет      | Нет       | Да       |
| 2018 | Somewhere                     | Нет      | Нет      | Нет       | Да       |

Продюсер
- Танцевальный лагерь (2016)
- Шаг вперёд 6: Год танцев (2019)

Исполнительный продюсер
- Шаг вперёд 4 (2012)
- Шаг вперёд: Всё или ничего (2014)

### Документальные фильмы
- Джастин Бибер: Никогда не говори никогда (2011)
- Джастин Бибер. Believe[англ.] (2013)

### Телевидение
| Год       | Название                                 | Режиссёр | Исполнительный продюсер | Сценарист | Ист.  |
| --------- | ---------------------------------------- | -------- | ----------------------- | --------- | ----- |
| 2010-2011 | Легион экстраординарных танцоров         | Да       | Да                      | Да        |       |
| 2019      | Кен Жонг: Ты моя половинка, Хо           | Да       | Да                      | Нет       |       |
| 2019-2024 | Приятные хлопоты                         | Да       | Да                      | Нет       |       |
| 2020-2021 | Домой до темноты                         | Да       | Да                      | Нет       |       |
| 2022      | Спасение из тайской пещеры               | Нет      | Да                      | Нет       | [ 4 ] |
| 2022      | Красавица и чудовище: A 30th Celebration | Нет      | Да                      | Нет       |       |
| 2023      | Твоя компания                            | Нет      | Да                      | Нет       |       |